# 商品貨幣

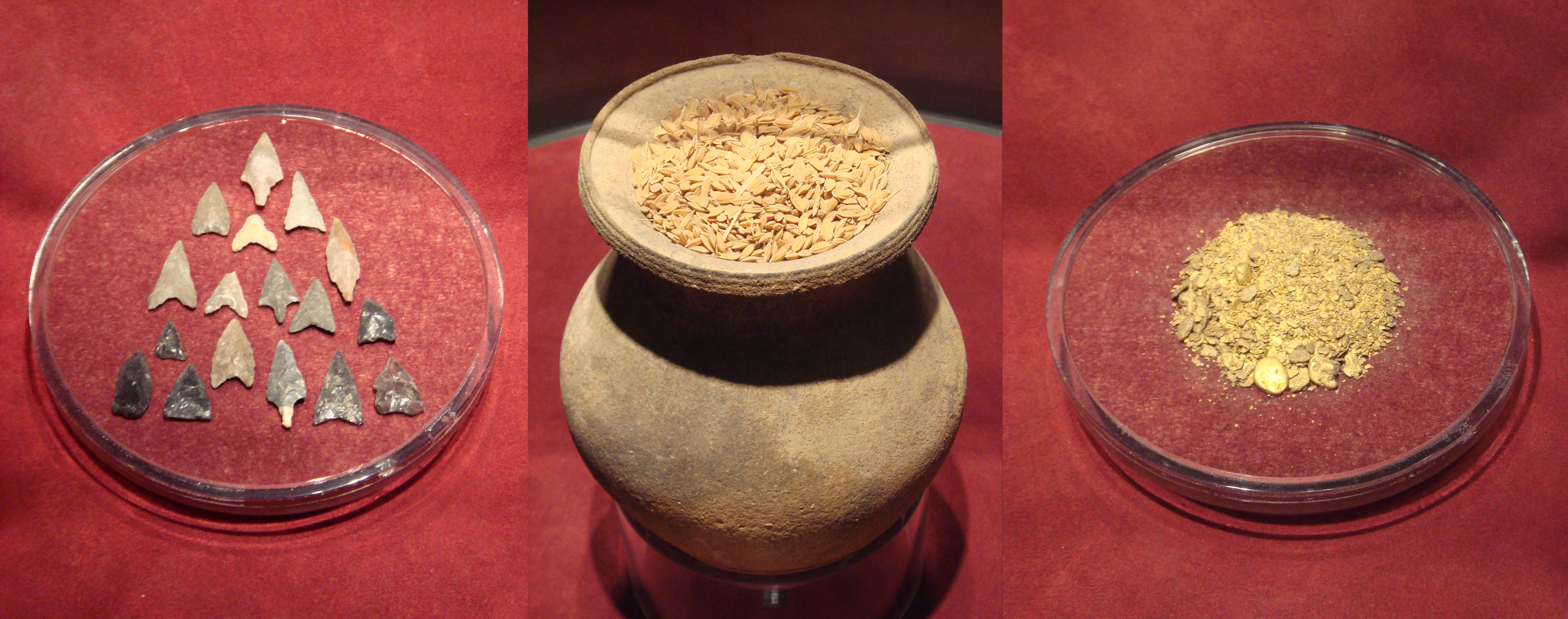
西元八世紀以前的日本商品貨幣：箭鏃、稻粒和金粉

商品貨幣是以真實商品作為貨幣。例如:鋤頭、農作物、貝殼、牲口。

有時儘管一國的央行已經發行了法定貨幣，但是由於國家發行的貨幣不得人心，故多數人還是改採商品貨幣──例如在二次世界大戰後的德國，便有過以香菸取代曾經惡性通貨膨脹的德國馬克作為日常生活上普遍的交易媒介。
有時，一種貨品如果有一定需求，是有機會成為「商品貨幣」，例如在香港或不少地方的監獄，由於有不少煙民，香煙需求龐大，人們在這些地方就會利用香煙取代一般貨幣買賣貨品或服務，特別是在法定貨幣無法取得的時候（例如：監獄禁止囚犯擁有法定貨幣）。